# Coppa Italia Primavera 1978-1979
La Coppa Italia Primavera 1978-1979 è la settima edizione del torneo riservato alle squadre giovanili iscritte al Campionato Primavera.
La vittoria finale è andata per la prima volta alla Lazio, allenata da Roberto Clagluna.

## Finale
L'andata si giocò a Como, il ritorno a Roma.
| Squadra 1 | Totale | Squadra 2 | Andata | Ritorno |
| --------- | ------ | --------- | ------ | ------- |
| Inter     | 3 - 4  | Lazio     | 2 - 2  | 1 - 2   |

### Andata
| Como ??? 1979 Finale - andata | Inter | 2 – 2 | Lazio |  |

### Ritorno
| Roma ??? 1979 Finale - ritorno | Lazio | 2 – 1 | Inter |  |